# تشارلز أ. رينولدز
تشارلز أ. رينولدز هو مهندس مدني وسياسي أمريكي، ولد في 10 نوفمبر 1848، وتوفي في 2 يونيو 1936. نشط حزبياً في الحزب الجمهوري. وقد انتخب نائب حاكم شمال كارولينا ‏.